# Rodrigo Silva
Pour les articles homonymes, voir Silva.

a Compétitions nationales et continentales officielles uniquement.

b Matchs officiels uniquement.
Dernière mise à jour le 26 janvier 2022.
Rodrigo Silva, né le 2 novembre 1992 à Montevideo (Uruguay), est un joueur international uruguayen de rugby à XV évoluant principalement aux postes d'arrière, de demi d'ouverture ou d'ailier. Il évolue avec la franchise de Peñarol en Súperliga Americana depuis 2021.

## Carrière

### En club
Rodrigo Silva commence sa carrière dans sa ville natale de Montevideo, avec le club amateur de Carrasco Polo, qui dispute le championnat d'Uruguay. Avec cette équipe, il remporte le championnat en 2012, 2014 et 2020.
Il quitte son pays natal en 2019 pour rejoindre le club américain d'Austin Elite qui évolue en Major League Rugby,. Il y retrouve ses compatriotes Andrés Vilaseca et Juan Echeverría. Lors de sa première saison, il est utilisé aux postes d'arrière et de demi d'ouverture,  disputant douze rencontres et inscrivant quatorze points, dont deux essais. Il prolonge ensuite son contrat pour une saison supplémentaire avec le club texan. Lors de la saison 2020, il n'a le temps de disputer que six rencontres avant que la saison ne soit arrêtée à cause de la pandémie de Covid-19.
En 2021, il retourne dans son pays natal et rejoint la franchise professionnelle uruguayenne de Peñarol Rugby dans le nouveau championnat continental appelé Súper Liga Americana de Rugby,. Il dispute sept matchs lors de la saison, partageant son temps de jeu entre l'arrière et l'aile. Son équipe fait une saison pleine en 2021, allant jusqu'en finale de la compétition, où elle s'incline face aux Jaguares,.

### En équipe nationale
Rodrigo Silva a joué avec l'équipe d'Uruguay des moins de 20 ans en 2011, dans le cadre du Trophée mondial des moins de 20 ans.
Il joue aussi avec l'équipe d'Uruguay de rugby à sept en 2014.
Il fait ses débuts en équipe d'Uruguay le 11 novembre 2012, à l'occasion d'un match contre l'équipe du Portugal à Montevideo,.
Il fait partie du groupe uruguayen sélectionné par Pablo Lemoine participer à la Coupe du monde 2015 en Angleterre. Il dispute quatre matchs de son équipe titulaire au poste d'ailier, contre le pays de Galles, l'Australie, les Fidji et l'Angleterre. Placé dans un groupe très difficile, l'Uruguay perd logiquement tous ses matchs et finit à la dernière place de sa poule.
Avec la sélection uruguayenne, il remporte le Championnat d'Amérique du Sud en 2016 et 2017,.
En 2018, il joue le barrage aller-retour contre le Canada dans le cadre des qualifications de la zone Amériques pour la Coupe du monde 2019. Avec deux victoires, sur le score de 29-38 à Vancouver et de 32-31 à Montevideo, l'Uruguay décroche sa qualification pour la Coupe du monde 2019.
En octobre 2018, il joue avec la sélection panaméricaine nommé « Americas Selects » face aux Glendale Raptors, et inscrit deux essais.
En 2019, il est retenu dans la liste de 31 joueurs pour disputer la Coupe du monde au Japon. Il dispute quatre matchs lors de la compétition, dont la victoire historique contre les Fidji.
En octobre 2021, il participe à la qualification de son équipe pour la Coupe du monde 2023 lors d'une rencontre aller-retour contre les États-Unis,. Il se distingue lors du match retour en inscrivant un doublé décisif pour le sort du match.

## Palmarès

### En club
Carrasco Polo
- Vainqueur du Championnat d'Uruguay en 2012, 2014 et 2020

 Peñarol
- Finaliste de la Súperliga Americana en 2021
- Vainqueur de la Súperliga Americana en 2022

### En équipe nationale
- Vainqueur du Championnat d'Amérique du Sud en 2016 et 2017.

## Statistiques en équipe nationale
- 69 sélections depuis 2012.
- 104 points (17 essais, 3 pénalités, 5 transformations).

- Participation aux Coupes du monde de 2015 (4 matchs) et 2019 (4 matchs).